# Liduíno Pitombeira
Liduino José Pitombeira de Oliveira ou, como mais conhecido, Liduino Pitombeira (Russas, Ceará, 1962) é um compositor brasileiro. Ph.D. em Composição e Teoria Musical, pela Universidade do Estado da Luisiana, nos EUA, onde estudou com Dinos Constantinides.

## Biografia
Estudou na Escola Técnica Federal do Ceará o curso técnico de eletrotécnica, mas não seguiu na área, tendo se graduado em música na Universidade Estadual do Ceará em 1996.
No Brasil, estudou com Vanda Ribeiro Costa, Tarcísio José de Lima e José Alberto Kaplan.
Suas obras já foram executadas por grupos como o Quinteto de Sopros da Filarmônica de Berlim e foram premiadas em primeiro lugar no II Concurso Nacional de Composição Camargo Guarnieri com Suite Guarnieri e no Concurso Nacional de Composição “Sinfonia dos 500 Anos” com Uma Lenda Indígena Brasileira.
Como professor, ministra aulas de harmonia, composição dentre outras disciplinas. Tendo uma didática fascinante e moderna onde se destaca principalmente pela sua flexibilidade e empatia com seus alunos. Destaca-se, pelo seu amplo conhecimento em áreas distintas e pela facilidade que tem com a interdisciplinaridade. 
Também contam, em sua biografia, apresentações com a OSESP - Orquestra Sinfônica do Estado de São Paulo, Orquestra Sinfônica do Recife, Orquestra de Câmara Eleazar de Carvalho,  do Grupo Syntagma (Brasil), e da orquestra Filarmônica de Poznan (Polônia).
Pitombeira atualmente é professor do Departamento de Música da Universidade Federal do Rio de Janeiro. Tem especial interesse na relação subjacente entre música e matemática, tendo escrito artigos a respeito.

## Obras
- Retrato de Uma Cidade, para soprano e piano (2006), texto de Carlos Drummond de Andrade
- Uma Lenda Indígena Brasileira, para Orquestra Sinfônica (2000)
- Brazilian Landscapes ns. 1-9 (2003-2008)
- Urban Birds (2000), apresentada em 2004 com texto de J. V. Holanda
- Seresta No.15, para violoncelo, piano, soprano e percussão (2007)
- Sonata para violoncelo e piano No.1 (CD Seresta): Musik aus Südamerika, do violoncelista suíço Martin Merker.